# 3D-Puzzle

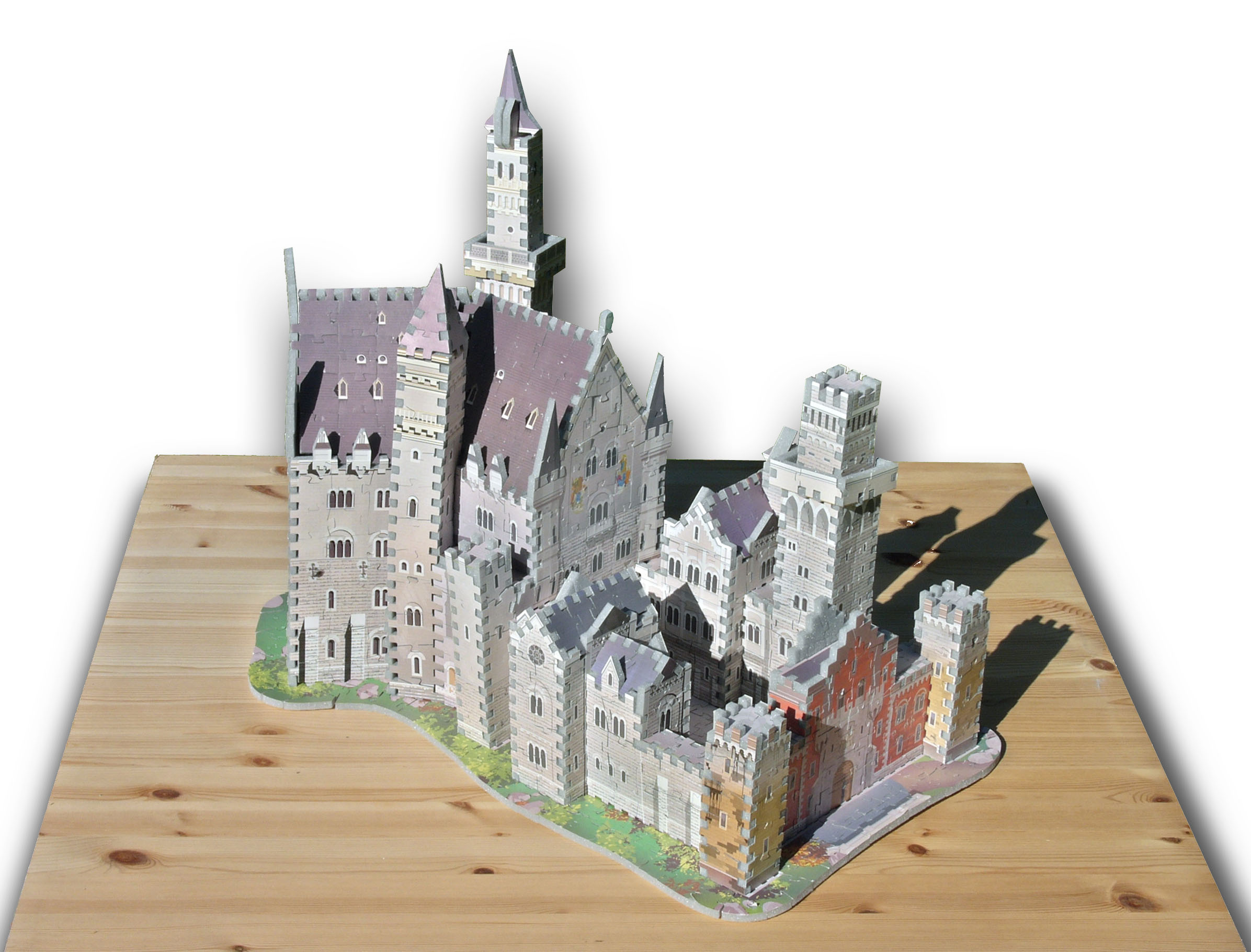
Zusammengesetztes 3D-Puzzle (1.000-teiliges Modell von Schloss Neuschwanstein)

Ein 3D-Puzzle (3D-interlocking Puzzle) ist ein Puzzle, das zu dreidimensionalen Objekten zusammengesetzt wird. Die  dreidimensionalen Puzzleteile sind nur an der im Zusammenbau sichtbaren Seite bedruckt.
Gewöhnliche Puzzles, deren Oberfläche durch grafische Effekte dreidimensional wirken, werden 3D-Flächenpuzzles genannt. 

## Geschichte
Das erste 3D-Puzzle wurde im Jahr 1991 von Paul Gallant gebaut und hergestellt. Er war Chef der Firma Wrebbit.
Die erste Serie dieses Herstellers bestand zum größten Teil aus Gebäudemodellen aus Deutschland, etwa dem Brandenburger Tor. Die bisher letzte in Deutschland veröffentlichte Serie hieß Towers Made to Scale und beinhaltete 19 Wolkenkratzermodelle. Die Teile leuchten ab dem Unterschreiten einer bestimmten Helligkeitsgrades und wurden in einem Maßstab von 1:585 erstellt. Aufgrund geringer Nachfrage wurden drei Teile der Serie in Deutschland nicht veröffentlicht.
1995 wurde das 3D Krimi-Puzzle von MB als Spiel des Jahres in der Kategorie Sonderpreis Puzzle ausgezeichnet.

### Wrebbit
Im Herbst 2004 wurde das Unternehmen Wrebbit an den Spiele-Hersteller Hasbro verkauft, der die Produktion von 3D Objektpuzzle im Jahr 2006 einstellt.
Seit 2012 sind 3D-Puzzle wieder mit dem Namen Gallant verbunden. Der Sohn des damaligen Firmengründers und ein früherer Manager des Unternehmens gründeten die Firma „Les Casse-Tete Wrebbit Inc/Wrebbit Puzzle Inc“. Sie produzieren und vermarkten heute neue 3D-Puzzle-Modelle.

### Ravensburger
Bereits 2004 veröffentlichte Ravensburger den Puzzleball. Hierbei werden die einzelnen Teile zur Form einer Kugel zusammengesetzt. Im Jahr 2009 kam die Puzzlepyramide hinzu. Beide Arten von 3D-Puzzle sind bis heute eingetragene Markennamen des Unternehmens. 2010 wurde ein Puzzleball direkt für Vorschulkinder eingeführt. Mit 24 extragroßen Teilen sind sie sehr leicht zusammensetzbar.
Seit 2011 produziert das deutsche Traditionsunternehmen Ravensburger wieder 3D Objektpuzzle in Form von weltberühmten Bauwerken.

## Varianten

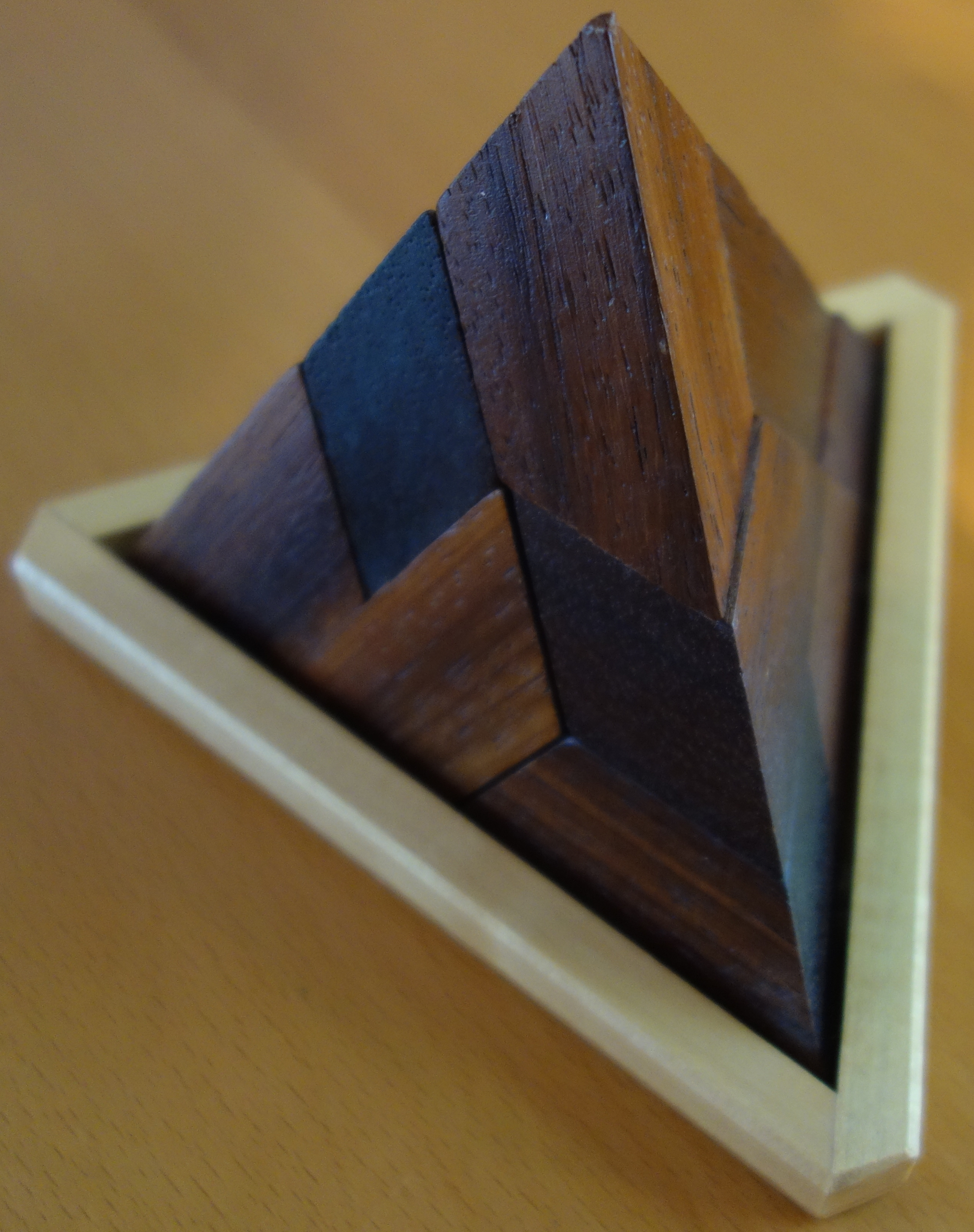
Puzzlepyramide aus Holzteilen

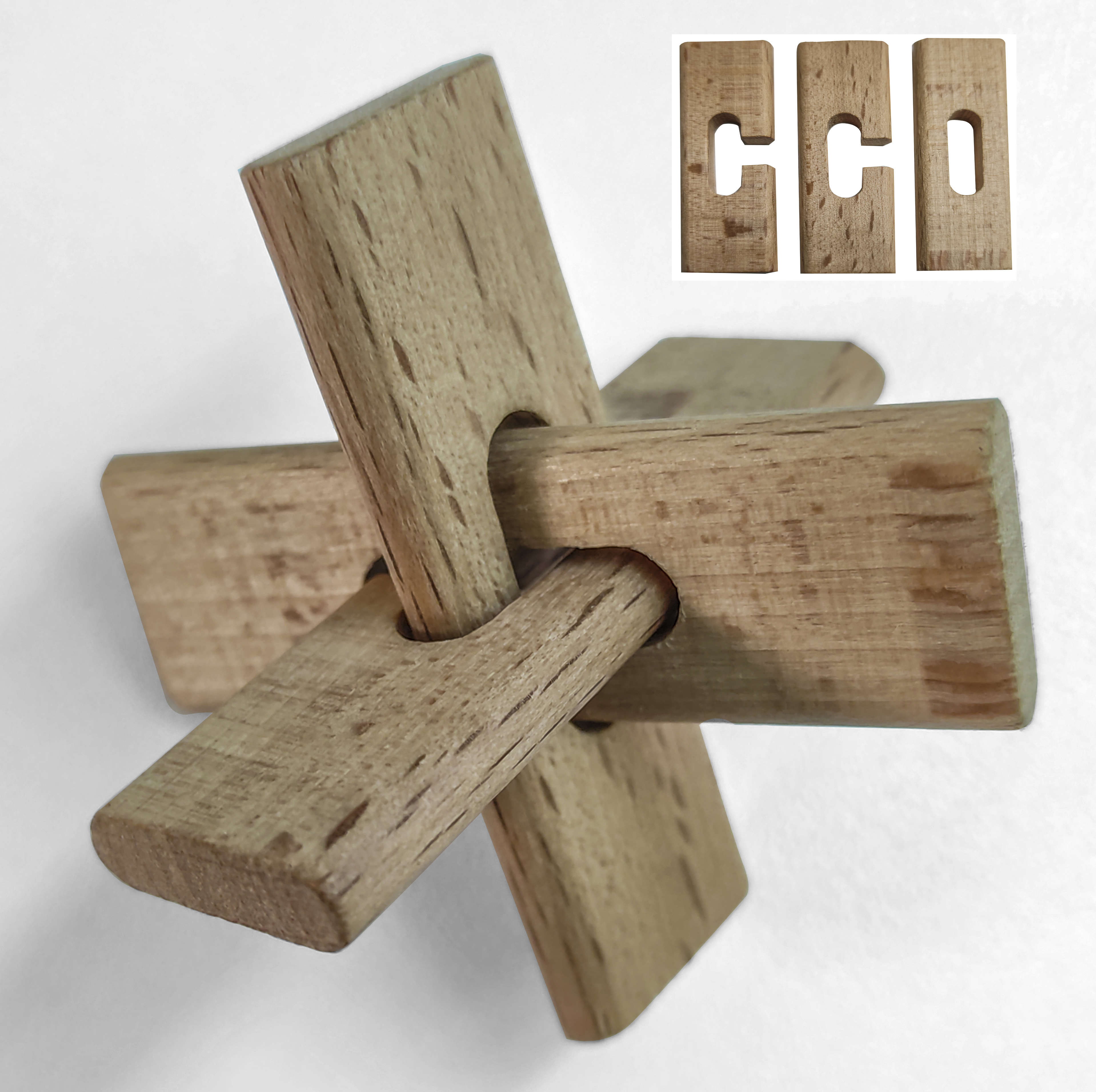
Einfaches Puzzle aus drei Teilen

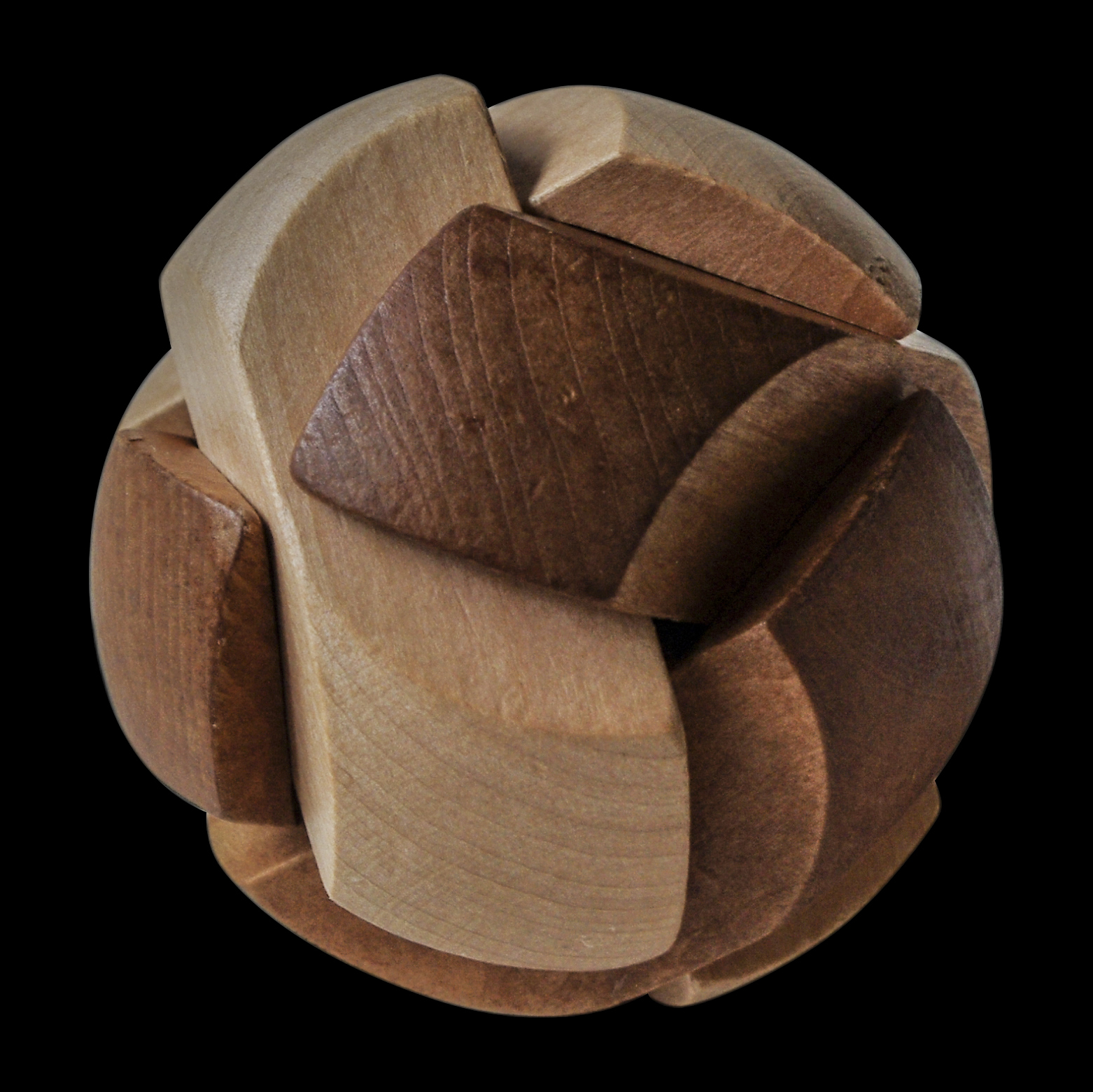
3D-Puzzle aus Holz in kugelähnlicher Form

Folgende Puzzle Arten gelten als geläufige 3D-Puzzleform:
- 3D Bildpuzzle
- 3D Objektpuzzle
- 4D Puzzle
- Puzzleball
- Puzzleherz
- Puzzlepyramide
- Würfel (Bsp.: Happy Cube)

4D-Puzzles sind erst 2012 erschienen. Dabei wird neben den drei bekannten Dimensionen: Höhe, Breite und Länge, die Zeit als vierte Dimension eingeführt. Der Puzzlelieferant Jumbo präsentiert aktuell die Städte London, New York und Berlin. Bei diesen Puzzles besteht die Möglichkeit, die Städte in ihrem historischen Wachstum nachzupuzzeln. Damit sind die 4D-Puzzles eine Besonderheit der 3D-Puzzles.
3D Bildpuzzle suggerieren lediglich eine dreidimensionale Tiefe durch spezielle grafische Effekte und gehören deshalb zur Kategorie der klassischen 2D Puzzle.

## Herstellung
Ein Baustoff zur Herstellung von 3D-Puzzle ist Schaumstoff. Auf diesem wird einseitig eine bedruckte Folie aufgebracht. Die zugeschnittene Schaumstoffunterlage und die Bildoberfläche werden dabei zusammengeklebt. Dafür ist eine hundertprozentige Übereinstimmung notwendig. Später werden die Teile sowohl von Hand als auch durch Maschinen voneinander getrennt. Die Herstellung der Teile hat sich bis heute nicht verändert, wichtig dabei sind eine perfekte Vorlage und präzise Stanzwerkzeuge. Der Hersteller Ravensburger fertigt seine 3D Objektpuzzle aus Kunststoff. Die Puzzleteile werden einzeln durch eine  Spritzgusstechnik hergestellt.

## Marktanteil
Etwa 20 % des Puzzlemarktes werden durch 3D-Puzzles generiert. Ravensburger, einer der größten Puzzlehersteller und -lieferanten, dominiert den Markt. (Quelle: Ravensburger AG – Stand: Okt. 2012)
Der vom EpoS Handelspanel erfasste Puzzlemarkt weist momentan circa 3.800 Puzzle aus, wobei etwa 300 3D-Puzzles sind. Allerdings muss beachtet werden, dass in dem Handelspanel auch passive Produkte, d. h. Produkte, die aus vorherigen Saisons übrig geblieben und nur noch als Restbestände vorhanden sind, mit einbezogen werden. (Quelle: Epos Handelspanel – Stand: 2012)

## Trivia
Unterschieden wird in Objektpuzzle und 3D-Flächenpuzzle. Bei den Objektpuzzles werden auch die Hersteller und Lieferanten mit einbezogen, die nicht im eigentlichen Sinne „interlocking Puzzles“ herstellen.
Das Unternehmen CubicFun Toys Industrial Co., Ltd produziert seit 1998 3D-Puzzle für den weltweiten Spielemarkt. 1994 gegründet unter dem Namen LianGuang Gift Co., Ltd  erreicht das Unternehmen heute das größte Umsatzvolumen im Bereich 3D-Puzzle. Die Puzzle werden in über 80 Länder exportiert. Im Jahr 2007 wechselte man zum aktuell geltenden Firmenname. Seit 2009 ist CubicFun Toys offiziell autorisierter Entwickler und Produzent von Disney-3D-Puzzle.

### Hersteller von Objektpuzzle
- Ravensburger
- Noris Puzzle
- Educa Puzzle
- Clementoni Puzzle
- Jumbo Puzzle
- HCK Kinzel
- Universal Trends
- Simba.

### 3D-Flächenpuzzle
- Trefl Puzzle
- SpielSpass Puzzle
- Piatnik Puzzle
- Clementoni Puzzle
- Mega Puzzle
- Ravensburger Puzzle